# Marciano Tchami
Pour l’article homonyme, voir Tchami.
Marciano Tchami, né le 3 mars 2004 à Bissau, est un footballeur international bissaoguinéen qui évolue au poste d'avant-centre au Betis Deportivo, en prêt de l'UD Almería.

## Biographie

### Carrière en club
Né à Bissau en Guinée-Bissau, Marciano Tchami est formé par la MEPA Academy, il arrive jeune en Europe, rejoignant le Gil Vicente FC puis Leixões, des clubs qui évoluent tous deux en championnat du Portugal.
En juillet 2022, il est transféré à l'UD Almería en championnat d'Espagne. Il joue son premier match avec l'équipe première du club le 6 octobre 2023.

### Carrière en sélection
En octobre 2023, Tchami est convoqué pour la première fois avec l'équipe senior de Guinée-Bissau,. Il honore sa première sélection le 17 novembre 2023 contre le Burkina Faso.
En janvier 2024, il est sélectionné pour prendre part à la CAN 2023, organisée en Côte d'Ivoire.